# 685. pehotni polk (Wehrmacht)
Za druge 685. polke glejte 685. polk.
685. pehotni polk (izvirno nemško Infanterie-Regiment 685) je bil eden izmed pehotnih polkov v sestavi redne nemške kopenske vojske med drugo svetovno vojno.

## Zgodovina
Polk je bil ustanovljen 15. novembra 1940 kot polk 14. vala na področju Bielefelda iz delov 126., 151. pehotnega polka ter I. Heimatwach bataljona 662. pehotnega polka; polk je bil dodeljen 336. pehotni diviziji.
15. oktobra 1942 je bil polk preimenovan v 685. grenadirski polk.